# Tarija (departement)
Tarija är ett departement i Bolivia, på gränsen mot Argentina i söder och Paraguay i öster. Departementet har en area på 37 623 km² och 391 226 invånare (2001). Huvudstad i departementet är Tarija.
Tarija har Sydamerikas största reserv av naturgas. Ökade vinster från gasproduktionen och utländska investeringar gör att Tarija är en av Bolivias viktigaste industriregioner. Utvecklingen av gasreserverna har dock hindrats av landets politiska instabilitet. 
I Tarija finns över 20 olika indianstammar, varav Guarani är den största.

## Provinser i Tarija
Departementet är indelat i sex provinser:
| Provins           | Huvudstad   |  |
| ----------------- | ----------- |  |
| Aniceto Arce      | Padcaya     |  |
| Burnet O'Connor   | Entre Ríos  |  |
| Cercado           | Tarija      |  |
| Eustaquio Méndez  | San Lorenzo |  |
| Gran Chaco        | Yacuiba     |  |
| José María Avilés | Uriondo     |  |